# Isla Dana
Isla Dana (en turco: Dana Adasi; en latín: Pithyussa) también llamada isla Kargıncık (Kargıncık Adasi), es una pequeña isla mediterránea de Turquía, muy rocosa y cubierta de bosques.
Dana Adasi se encuentra paralela a la costa sur de Turquía, en la provincia de Mersin. La distancia a la costa es de 2,5 km. El paso entre el continente y la isla, que se conoce como estrecho de Kargicak, es un pasaje conveniente para el tráfico marítimo. La forma de la isla es más o menos rectangular de dimensiones 2,7 x 0,9 km. Su punto más elevado tiene una altitud de 250 m s. n. m.. 